# 1.22.03.Acoustic
1.22.03.Acoustic("1.22.03.어쿠스틱")은 마룬 5의 라이브 음반이다. 2003년 1월 22일 미국 뉴욕 히트 팩토리에서 녹음되었다. 이 음반은 미국에서 500,000장 이상의 판매고를 기록해 골드 인증을 받았으며, 차트에서 42위를 기록하였다. 또한 영국에서는 실버 인증을 받았다.

## 수록곡 목록
1. "This Love" 4:15
2. "Sunday Morning" 4:14
3. "She Will Be Loved" 4:36
4. "Harder To Breathe" 3:09
5. "The Sun" 5:18
6. "If I Fell" 3:23
7. "Highway To Hell" 4:30

참고
- "If I Fell"은 본래 비틀즈의 음반 A Hard Day's Night 수록곡으로 마룬 5가 커버하였다.
- "Highway To Hell"은 본래 AC/DC의 곡으로, 마룬 5의 독일의 콘서트에서 녹음되었다. 리드 보컬리스트 애덤 리바인이 드럼을 치고 드러머 라이언 두식이 보컬을 맡았다.

## 차트 성적
- 미국 #42
- 오스트리아 #55
- 아일랜드 #64
- 이탈리아 #65
- 스위스 #66
- 영국 #58

## 인증
- 미국 (RIAA) - 골드
- 영국 (BPI) - 실버

## 제작
마룬 5 구성원
- 애덤 리바인
- 제시 카마이클
- 마이클 매든
- 라이언 두식
- 제임스 밸런타인